# 139
139 рік — невисокосний рік, що почався в четвер за григоріанським календарем. 
Римська імперія •  Парфянське царство •  Кушанське царство •  Східна Хань •  Сармати

## Геополітична ситуація
У Римській править імператор Антонін Пій (до 161). Імперія  займає Апеннінський, Піренейський та Балканський півострови, Галлію, частину Британії, Близький Схід, Північну Африку включно з Єгиптом. 
Наймогутніша держава центральної Азії — Парфянське царство. Наймогутніша держава Індостану — Кушанське царство. Династія Хань править у Китаї.  Корейський півострів ділять між собою Три корейські держави. 
Триває докласичний період цивілізації мая.
На території майбутньої України, в степах Причорномор'я, кочують сармати, північніше — племена Черняхівської культури.

## Події

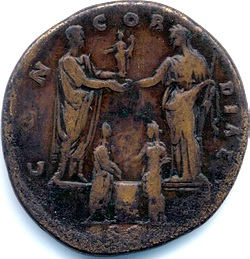
Заручини Марка Аврелія та Фаустіни Молодшої

- Римськими консулами були імператор Антонін Пій та Гай Бруттій Презент.
- У Римі завершилося спорудження мавзолею імператора Адріана.
- 5 грудня Марк Аврелій одержав титул цезаря[1]. Він заручився з Фаустіною Молодшою, донькою Антоніна Пія, з якою одружився 145 року[2]
- Ханьці розбили тибетців-цянів, але ті з поразкою не змирилися.

## Народились
- Дун Джо — китайський військовик.

## Померли
- після 139 року — Луцій Венулей Апроніан Октавій Пріск — державний та військовий діяч Римської імперії.
- Чжан Хен — китайський астроном, географ, картограф, поет, державний службовець часів династії Рання Хань.